# Austrophorocera stolida
Austrophorocera stolida là một loài ruồi trong họ Tachinidae.